# Eleutherine

Eleutherine es un género de plantas bulbosas perteneciente a la familia de las iridáceas y  originario de América.  El género consta de dos especies caracterizadas por presentar una gran hoja caulinar subapical y flores blancas, estrelladas, pequeñas, que abren al atardecer. La especie más común es E. bulbosa que se distribuye a través de América del Sur y es ampliamente cultivada por sus propiedades medicinales. La segunda especie del género, E. latifolia, se distribuye en las regiones tropicales de América Central y del Sur. Ambas especies presentan un número cromosómico básico de x =6, lo cual es bastante distintivo entre los géneros pertenecientes a la tribu Tigridieae, ya que la mayoría de las especies que se incluyen en esa tribu presentan x =7.